# Sonnenfinsternis vom 1. Juni 2011
Bei der Sonnenfinsternis vom 1. Juni 2011 handelte es sich um eine partielle Finsternis, die Erde wurde also nur vom Halbschatten des Mondes getroffen. Das Sichtbarkeitsgebiet war auf die hohen Breitenkreise der Nordhalbkugel beschränkt. Die Sonnenfinsternis war die 68. von 72 Sonnenfinsternissen im Saros-Zyklus Nummer 118. Bei den vier restlichen Finsternissen dieses Zyklus wird das Sichtbarkeitsgebiet immer kleiner werden, bis der Mondhalbschatten bei der 72. Finsternis die Erde letztmals - wieder im hohen Norden - trifft.
Bei einer totalen Sonnenfinsternis trifft der Kernschatten des Mondes (maximal etwa 130 km Radius) die Erdoberfläche. Für Gebiete, die der umgebende Halbschatten (etwa 3400 km Radius) trifft, wird die Sonne nur teilweise bedeckt. Von einer rein partiellen Sonnenfinsternis wird gesprochen, wenn der Mond an keinem Beobachtungsort der Erde vollständig vor der Sonne steht und somit nur der Halbschatten des Mondes die Erde erreicht.
Bei der Sonnenfinsternis vom 1. Juni 2011 betrug der Abstand der Schattenachse von der Erdoberfläche etwa 1350 km.
Der Kernschatten des Mondes traf die Erde wie schon bei den beiden im Zyklus vorangehenden Finsternissen nicht mehr, wohl aber noch deutlich sein Halbschatten.
Weil im Norden Polartag herrschte und der Halbschattenkegel die Erde im Norden traf, schien die Sonne über den Nordpol hinweg und beleuchtete auch den nördlichen Teil der eigentlichen Nachtseite der Erde. Somit wurde auch dieser Teil vom Halbschatten des Mondes verfinstert, was zu der ungewöhnlichen Situation führte, dass im sogar größten Teil des Beobachtungsgebiets die Schattenfläche nicht wie im Normalfall von West nach Ost, sondern in der entgegengesetzten Richtung wanderte. Die maximale Bedeckung der Sonne von 60 % war knapp nördlich des Polarkreises auf etwa 68° geographischer Breite in der Barentssee zu beobachten. Die am Nordhorizont stehende Sonne wurde - wie üblich von rechts nach links -, aber unüblich von Osten nach Westen fortschreitend bedeckt.
Der Halbschatten erreichte die Erde um 19:25:18 UT (Universal Time). Die Finsternis begann im nördlichen China, dort war sie während des Sonnenaufgangs zu sehen, nach Ortszeit war dort bereits der 2. Juni. Der Halbschatten wanderte weiter in westlicher Richtung und erreichte im Nordwesten Sibiriens die Küste des Arktischen Ozeans, wo sich die Finsternis während der Mitternachtssonne ereignete. Die Finsternis setzte sich während des Polartages über Grönland und Island fort. In Reykjavík wurde die Größe 0,462 erreicht, Ende der Finsternis war dort kurz vor Sonnenuntergang. Auch in Alaska und im Norden Kanadas war die Finsternis noch sichtbar, bevor der Halbschatten die Erde im Atlantik nördlich von Neufundland um 23:06:56 UT wieder verließ.
Die Tag-Nacht-Linie mit der Nacht im Süden verlief von China ausgehend über Japan nach Nordosten bis nach Alaska und weiter ostsüdöstlich über Kanada nach Neufundland. Bei der vorausgegangenen Finsternis vom 4. Januar 2011 herrschte im Norden Polarnacht. Die Sonne schien nicht über den Nordpol. Die Nacht war nördlich der Tag-Nacht-Linie, und die Finsternis fand in mittleren Breiten über Nordafrika, Europa und dem westlichen Teil Asiens statt. Sie wurde von wesentlich mehr Menschen beobachtet als die Finsternis vom 1. Juni. Die Schattenfläche war wegen der der Erde näheren Achse des Mondschattens zudem größer.
Bis zur folgenden Sonnenfinsternis am 1. Juli verging nur ein Monat. Dies ist der kürzest mögliche zeitliche Abstand zwischen zwei Sonnenfinsternissen, da Sonnenfinsternisse nur bei Neumond möglich sind. Zwei Sonnenfinsternisse in direkter Folge sind der „ideale Rahmen“ für eine Mondfinsternis hoher Totalität. Eine solche fand mit 100 Minuten Totalität am 15. Juni 2011 statt. In Mitteleuropa ging der Mond bereits verfinstert auf, die Totalität war hier nicht in voller Dauer beobachtbar.